# Tiger Suit
 (mars 2012).
Si vous disposez d'ouvrages ou d'articles de référence ou si vous connaissez des sites web de qualité traitant du thème abordé ici, merci de compléter l'article en donnant les références utiles à sa vérifiabilité et en les liant à la section « Notes et références ».
Albums de KT Tunstall
Drastic Fantastic
(2007) Live in London March 2011
(2011)
Tiger Suit est le troisième album studio de la chanteuse/compositrice écossaise KT Tunstall. L'album est sorti en France le 25 octobre 2010, le 24 septembre au Royaume-Uni, et le 27 septembre aux États-Unis.
Deux singles en sont extraits :
Fade Like A Shadow est sorti aux États-Unis le 6 août 2010 alors que (Still A) Weirdo est sorti en Europe le 26 septembre 2010, atteignant la 39e place des charts Britanniques. Une troisième chanson, Glamour Puss, est choisie pour en faire une vidéo en collaboration avec des internautes, et une vidéo non officielle de Push That Knot Away sort deux mois avant la sortie de l'album.

## Informations générales

### Composition
Il est dit le 11 février 2010 que KT Tunstall a déjà enregistré un nouvel album à Berlin, dans le fameux Studio Hansa. C'est le studio où Achtung Baby de U2 et Heroes de David Bowie ont été enregistrés, si bien que KT Tunstall dit dans une interview qu'elle avait l'impression que « le studio était rempli de fantômes ». Après trois ans d'absence sur la scène depuis Drastic Fantastic en 2007, la chanteuse était restée discrète jusqu'à Tiger Suit, sorti quelques mois après cette annonce.

### Influences
KT Tunstall explique que le titre de l'album, Tiger Suit (ou « Le déguisement du tigre ») est inspiré par un rêve récurrent qu'elle faisait étant petite. Dans ce rêve, elle voit un tigre dans son jardin, et part le caresser en toute insouciance. Puis, quand elle rentre à l'intérieur de sa maison, alors qu'elle est en sûreté, elle est saisie de terreur, réalisant que le tigre aurait pu la tuer. En se demandant les raisons pour lesquelles le tigre ne lui fait rien, elle en vient à la conclusion qu'elle porte peut-être un déguisement de tigre. 
Elle explique dans une interview que c'est une leçon qu'elle a gardée pour sa carrière musicale, riant avec le fait que sa carrière musicale aurait pu mal tourner, et qu'elle se retrouve prise de terreur, une fois seule, que « les choses auraient pu aller horriblement mal ».
Elle invente un terme pour qualifier la musique que l'on trouve dans Tiger Suit, elle parle d'un son qu'elle appelle  « nature techno », dans le sens où elle mélange des sonorités dance et électro à ses origines acoustiques / folk. Elle explique à ce sujet que Tiger Suit est un album que l'on pourrait écouter en discothèque, sauf que cette discothèque serait plutôt autour d'un feu de bois. C'est le sentiment qui se dégage de la chanson Push That Knot Away. Elle compare son travail à celui du groupe Leftfield dans l'album Leftism.

## Singles
Deux singles principaux : Fade Like A Shadow aux États-Unis et (Still A) Weirdo au Royaume-Uni.

### Fade Like A Shadow
Sorti le 6 août 2010, Fade Like A Shadow est le premier single de Tiger Suit aux États-Unis. Le titre est accompagné d'un clip vidéo réalisé par Paul Minor. 
Fade Like A Shadow s'est fait connaître en France, grâce au magazine féminin MadmoiZelle, qui a diffusé une vidéo de KT Tunstall dans son hôtel, et a qualifié la chanson de « pépite » : la vidéo a été vue plus de 120 000 fois. 
KT Tunstall déclare après avoir tourné le clip de la chanson : « I may lose some fans of the old stuff, but I get the feeling I've already made a few new ones by embracing a bit of experimentation. » 
Le single est classé 11e des charts japonais.

### (Still A) Weirdo
Sorti le 20 septembre 2010, (Still A) Weirdo est le premier single en Europe. Le titre est accompagné d'un clip réalisé par Paul Minor dans une petite ville des États-Unis, qui, selon KT Tunstall, « n'aurait pas changé depuis les années 60 ».
Bien plus calme que l'autre single, (Still A) Weirdo a reçu des critiques positives, et a figuré dans les charts britanniques et belges notamment.

### Autres projets
On pourrait considérer Glamour Puss comme le troisième single, bien qu'il n'ait pas été officiellement réalisé. Néanmoins, une vidéo en collaboration avec les internautes a été réalisée, où chacun crée un son différent pour donner une tout autre tonalité à la chanson. La vidéo a été vue environ 500 000 fois sur YouTube
Bien que les chansons Come On, Get In et  Lost dussent être des singles, le projet n'a pas été poursuivi. Des performances live de Glamour Puss et Come On, Get In ont été données par KT Tunstall sur le plateau de Jimmy Kimmel, et une version au piano de Lost a été enregistrée.

## Réception

### Critiques
Les critiques de Tiger Suit sont plutôt positives, et même, meilleures que son précédent album Drastic Fantastic. Le magazine Times en Angleterre publie « She succeeds here ... triumphantly », à savoir  « elle réussit dans cet album ... triomphalement ».
Le journaliste Stephen Thomas Erlewine pour AllMusic donne à Tiger Suit une note de 4.5 sur 5, trouvant que c'est le meilleur album qu'elle ait fait.
The Guardian, trouve que c'est une bonne manière de suivre Drastic Fantastic et trouve une dimension davantage introspective : la note est de 4 sur 5. 
Le magazine MusicOMH donne aussi une note de 4 sur 5, et trouve que KT Tunstall a surmonté ses craintes en matière de dépassement de ses frontières musicales, et qu'elle a ainsi prouvé qu'elle pouvait s'accomplir dans plusieurs genres musicaux.
Seul le journal The Phoenix émet quelques réserves, avec une note de 3.5 sur 5, déplorant un manque de clarté et d'originalité de la part de KT Tunstall à trop vouloir marquer ce changement musical.

### Portée commerciale
Les titres Come On, Get In et Glamour Puss ont été utilisés comme fond musical pour les promos de deux épisodes de la Saison 7 de Desperate Housewives : respectivement Joyeux Thanksgiving et Ceux qui se comportent mal, disponibles sur YouTube.

## Titres
Tiger Suit
1. Uummannaq Song (Tunstall) - 3:37
2. Glamour Puss (Tunstall, Greg Kurstin) 3:19
3. Push That Knot Away (Tunstall) 3:46
4. Difficulty (Tunstall) 4:59
5. Fade Like A Shadow (Tunstall) 3:28
6. Lost (Tunstall, Martin Terefe)  4:41
7. Golden Frames (Tunstall) 3:46
8. Come On, Get In (Tunstall, Martin Terefe) 3:40
9. (Still A) Weirdo (Tunstall, Greg Kurstin) 3:40
10. Madame Trudeaux (Tunstall, Linda Perry) 3:18
11. The Entertainer (Tunstall, Jimmy Hogarth) 4:50

Édition spéciale DVD (disponible sur la version deluxe de Tiger Suit)
1. How To Make A Tiger Suit

iTunes Édition deluxe
1. New York, I Love You But You're Bringing Me Down (Live from the Hiro Ballroom, New York) - 4:49
2. (Still A) Weirdo (Clip vidéo)
3. Fade Like a Shadow (Clip vidéo)
4. How To Make A Tiger Suit (Documentaire)

Édition Japon
1. New York, I Love You But You're Bringing Me Down (Live from the Hiro Ballroom, New York) - 4:49
2. It Doesn't Have To Be Like This (Baby) – 3:09

## Charts
| Pays        | Meilleure position |
| ----------- | ------------------ |
| Belgique    | 90                 |
| Écosse      | 2                  |
| États-Unis  | 13                 |
| Europe      | 25                 |
| France      | 118                |
| Irlande     | 33                 |
| Pays-Bas    | 61                 |
| Suisse      | 34                 |
| Royaume-Uni | 5                  |